# Emil Finck
Eduard Emil Finck (* 10. November 1856 in  Mügeln; † 4. Juli 1922 in Annaberg) war ein deutscher Pädagoge sowie ein Mitgründer und erster Direktor des Altertums- und Erzgebirgsmuseums in Annaberg.

## Leben
Nach Abschluss seiner grundlegenden Schulausbildung an einer Volksschule besuchte Finck bis Ostern 1877 das Lehrerseminar in Oschatz. Zunächst war er als Lehrer in Ostrau tätig, siedelte jedoch 1880 in die erzgebirgische Kleinstadt Annaberg über, wo er zunächst als Lehrer, später auch als Oberlehrer, bis zum 31. März 1922 an der Bürgerschule lehrte. Er blieb zeitlebens unverheiratet.
Emil Finck erwarb sich Verdienste als Heimatforscher. Mit seiner Sammeltätigkeit für historische Gegenstände, Dokumente und Archivalien legte er die Grundlage für zwei lokalhistorische Ausstellungen, die 1883 und 1885 stattfanden. Finck war 1885 Mitbegründer des Vereins für Geschichte von Annaberg und Umgegend sowie 1886 Mitbegründer des Erzgebirgszweigvereins Annaberg. Auf seine Initiative hin wurde am 12. Juni 1887 das Museum für erzgebirgische Altertümer gegründet, das sein erstes Domizil im Dachgeschoss des Annaberger Rathauses hatte. 1891 erfolgte der Umzug in das Haus gegenüber der St.-Annen-Kirche, in dem sich bis heute das Erzgebirgsmuseum befindet. Auf seine Initiative erfolgte 1905 eine erhebliche Bestandserweiterung der Museumsexponate sowie die Umbenennung in Erzgebirgsmuseum.
Vom königlich-sächsischen Ministerium war er mit dem Ordnen des Annaberger Stadtarchivs betraut worden. Er war Autor zahlreicher Bücher und Zeitschriftenbeiträge (u. a. in den Mitteilungen des Annaberger Geschichtsvereins) zur Geschichte der Stadt Annaberg und deren Umgebung. 1901 befasste er sich mit der Annaberger Brotordnung des Adam Ries. Die Rettung des Frohnauer Hammers vor dem Verfall ist u. a. auf seine Initiative zurückzuführen.
In Annaberg-Buchholz ist seit Januar 1991 eine Straße nach Emil Finck benannt.

## Werke (Auswahl)
- Emil Finck: Es war einmal – Erzgebirgische Sagen und Geschichten, Pöhlberg-Verlag Felix Thallwitz, Annaberg 1920, illustriert von Rudolf Köselitz.
- "Reise des Kurfürsten Johann Georg II. von Sachsen über Annaberg nach Schlackenwert (1671)"; in Band 1, Heft 2 der Mitteilungen des Vereins für Geschichte von Annaberg und Umgegend. Annaberg 1885ff
- "Anfänge einer Ortsgeschichte der Stadt Annaberg." (in Band 1, Heft 5 der Mitteilungen des Vereins für Geschichte von Annaberg und Umgegend)
- "Die Versorgung einer Stadt mit Fleisch und Brot vor 400 Jahren. Ein Beitrag zur Geschichte des Zunftwesens in Annaberg.(Band 2, Heft 7)
- "Stürme und Nöte bei dem Posamentierer-Handwerke. Ein Beitrag zur Geschichte Annaberger Erwerbsverhältnisse zwischen 1750 und 1850." (Band 2, Heft 8)